# Иван Ватев
Иван Ветев Ватев е български офицер, генерал-майор от артилерията, командир на обсадния отдел от Софийския крепостен батальон през Балканската (1912 – 1913) и Междусъюзническата война (1913), командир на 8-и артилерийски полк и 8-а артилерийска бригада през Първата световна война (1915 – 1918).

## Биография
Иван Ватев е роден на 25 януари 1864 г. в Ловеч. През 1888 г. завършва Военното на Негово Княжеско Височество училище с 10-и випуск, 7 ноември е произведен в чин подпоручик и зачислен в артилерията. Служи във 2-ри артилерийски полк. През 1892 е произведен в чин поручик, а на 2 август 1897 в чин капитан. През 1900 г. служи като командир на Софийския крепостен батальон, а на 27 септември 1904 г. е произведен в чин майор. През 1909 г. майор Ватев е заема длъжността за помощник-началник на строево-домакинската част при Артилерийската инспекция, през 1911 г. е началник на крепостна секция при Артилерийската инспекция. Като майор командва 2-ра рота от Шуменския крепостен батальон.
През Балканската (1912 – 1913) и Междусъюзническата война (1913) е командир на обсадния отдел от Софийския крепостен батальон и на 15 октомври 1912 г. е произведен в чин подполковник. В началото на 1915 г. е назначен за помощник-командир на 8-и артилерийски полк. По време на Първата световна война първоначално командва 8-и артилерийски полк (от септември 1915 г.), след което поема командването на 8-а артилерийска бригада. През 1916 г. е произведен в чин полковник.
През 1917 г. „за бойни отличия и заслуги през войната“ като командир на 8-и артилерийски полк, съгласно заповед № 679 по Действащата армия е предложен за Военен орден „За храброст“ III степен 2 клас, но Орденския съвет намира, че може да бъде награден с Военен орден „За храброст“ IV степен 1 клас, като със заповед № 355 по Министерството на войната от 1921 година наградата му е променена на Военен орден „За храброст“ III степен 2 клас.
Уволнен е от служба през 1919 г. На 31 декември 1935 г. е произведен в чин генерал-майор.
Генерал Ватев има 3 деца, сред които подполковник Владимир Ватев и капитан Стефан Ватев. Брат е на генерал-майор Анастас Ватев.

## Военни звания
- Подпоручик (7 ноември 1888)
- Поручик (1892)
- Капитан (2 август 1897)
- Майор (27 септември 1904)
- Подполковник (15 октомври 1912)
- Полковник (1916)
- Генерал-майор (31 декември 1935)

## Награди
- Военен орден „За храброст“ IV степен 1 клас (1917)
- Военен орден „За храброст“ III степен 2 клас (1921)
- Народен орден „За военна заслуга“ V степен на обикновена лента
- Орден За заслуга на обикновена лента